# 426 км (зупинний пункт)
426 кіломе́тр (також 5 км) — пасажирська зупинна залізнична платформа Лиманської дирекції Донецької залізниці.
Розташована між с. Новоолександрівка та с. Сокіл Покровського району Донецької області на лінії Ясинувата-Пасажирська — Покровськ між станціями Очеретине (3 км) та Желанна (13 км).
На платформі зупиняються приміські електропоїзди.